# 匹克威县 (俄亥俄州)
匹克威县（英語：Pickaway County）是美国俄亥俄州的一个县，根据2020年的人口统计，该县共有人口58,539人，面积1313平方公里，其中水域13平方公里。县府瑟克爾維爾，1810年3月1日设县。